# Dießenbach (Kleebach)
Der Dießenbach oder Gönsbach ist ein fast 11 Kilometer langer, südlicher und rechter Zufluss des Kleebachs in Hessen, der im Wetteraukreis und im Landkreis Gießen verläuft.

## Name
Der Bach ist der Namensgeber für die an ihm gelegenen Orte Pohlgöns, Kirchgöns und Langgöns sowie für das unweit von seiner Quelle liegende Ebersgöns. Das Wort Göns leitet sich hierbei vermutlich von einer keltischen oder althochdeutschen Bezeichnung für Wasser oder Gewässer ab. Eine Vermutung besagt, dass das keltisch Wort issa (=Wasser) zuerst zu gunissa und dann schließlich zu Göns wurde. Nach einer anderen Vermutung leitet sich Göns direkt von dem seltenen althochdeutschen Wort gundissa (=„Kampfwasser“) ab. Eine alternative Etymologie leitet den Namen mit n-Suffix vom germanischen *gusu- ab (vgl. althochdeutsch gussi für 'Guss, Flut, Überschwemmung').
Der Name Dießenbach leitet sich von ahd. diozan bzw. mhd. diezen für 'laut tönen, schallen, rauschen' ab.

## Geographie

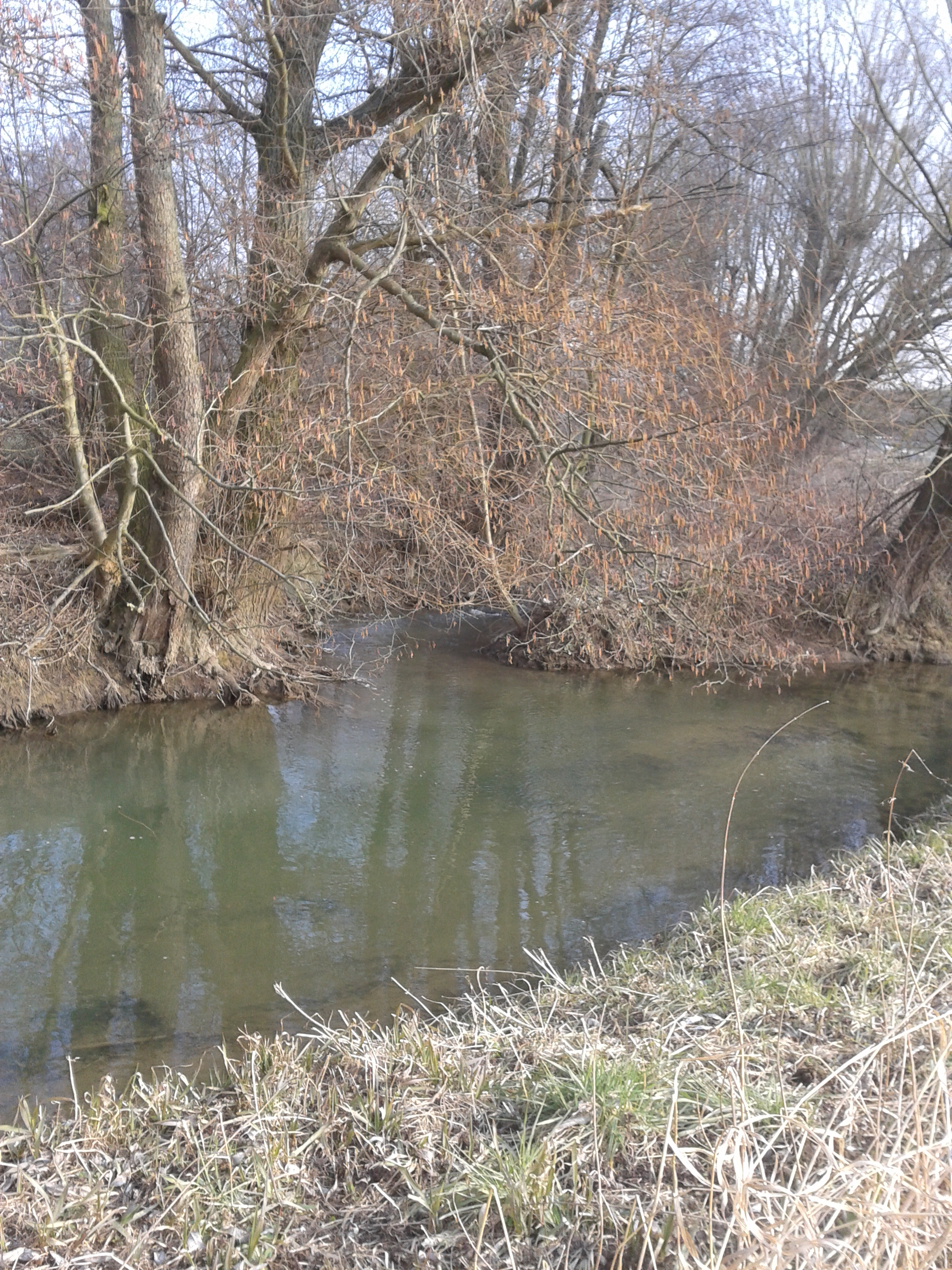
Dießenbach Mündung

### Verlauf
Der Dießenbach entspringt nordwestlich von Butzbach am Fuße des Heidelbeerbergs (Hintertaunus) und fließt von dort zunächst in östlicher Richtung nach Pohl-Göns. Hinter Pohlgöns wendet er sich dann nördlich und durchfließt die Orte Kirch-Göns und Langgöns, um bei Großen-Linden in den Kleebach zu münden.

### Einzugsgebiet
Das 16,42 km² große Einzugsgebiet des Dießenbach liegt im Großenlindener Hügelland und wird über den Kleebach, die Lahn und den Rhein zur Nordsee entwässert.
Es grenzt
- im Nordosten an das des Schafbachs, einem Zufluss des Lückenbachs, der in den Kleebach mündet
- im Osten an das des Welsbach und an das des Gambach, die beide über die Wetter und die Nidda in den Main entwässern
- im Südosten an das des Bockenheimer Bachs, ebenfalls ein Zufluss der Wettere
- im Süden an das des Wetterzuflusses Kleinbach
- und im Westen an das des Kleebachs

### Zuflüsse
- Fauerbach (rechts), 2,5 km